# Bitwa morska pod Portland
Bitwa morska pod Portland (zwana także bitwą trzydniową) – starcie zbrojne, które miało miejsce w dniach od 10 do 12 marca 1653 (28 lutego – 2 marca według kalendarza juliańskiego) podczas wojny angielsko-holenderskiej (1652–1654).
Flota angielska dowodzona przez Roberta Blake'a została zaatakowana przez flotę holenderską dowodzoną przez admirała-porucznika M. Trompa eskortującego statki handlowe przez kanał La Manche. Bitwa, stoczona pomiędzy wysepką Portland a przylądkiem Gris Nez, nie rozstrzygnęła, która ze stron będzie panować na kanale La Manche. Dopiero bitwa w zatoce Gabbard pozwoliła Anglikom zablokować holenderskie wybrzeże aż do bitwy pod Scheveningen, w której zginął od kuli muszkietowej słynny admirał Maarten Tromp.

## Tło bitwy

### Przyczyny wojny

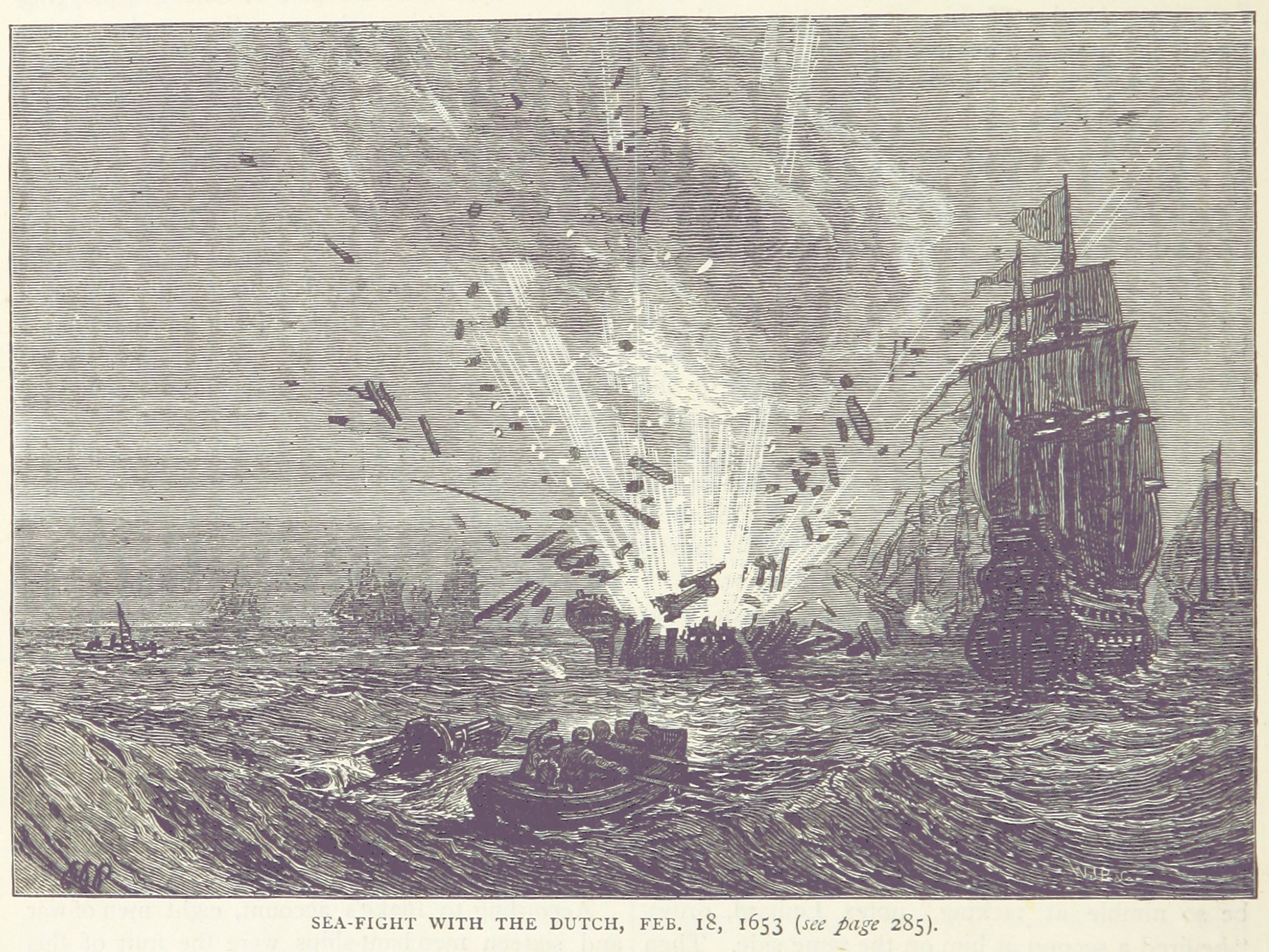
Bitwa morska pod Portland

Wojna angielsko-holenderska spowodowana została tarciem pomiędzy dwoma morskimi potęgami tego stulecia, walczącymi o strategiczną supremację nad trasami światowego handlu. Anglia i Holandia zawsze były naturalnymi sojusznikami przeciwko Habsburgom, jak stwierdziła angielska Rada Stanu (Council of State) za panowania króla Karola II. Król Karol I był absolutnie przekonany, że niemożliwe są takie warunki, w których miałoby kiedykolwiek dojść do wojny pomiędzy Anglią i Holandią a gdyby on sam chciał taką wojnę prowadzić, nie dostałby od parlamentu ani grosza.
Jednak, powstanie angielskiego Parlamentu pod wodzą Olivera Cromwella doprowadziło do znacznego pogorszenia stosunków dyplomatycznych pomiędzy obu krajami a to z takiego powodu, że stadhouder Holandii Fryderyk Henryk Orański finansowo wspierał angielskich rojalistów. Podczas angielskiej wojny domowej Holandia wykorzystała wewnętrzne problemy swych sąsiadów i w ogromnym stopniu rozszerzyła swoją morską obecność we wszystkich morskich portach i na wszystkich trasach handlowych świata, w szczególności zwalczając angielską dominację w koloniach. Cromwell nie atakował Holandii, konsolidując na razie władzę w samej Anglii.
Ta sytuacja zmieniła się ostatecznie, gdy armie Parlamentu rozgromiły Rojalistów w bitwie pod Worcester, skutecznie kończąc wojnę domową w Anglii. Gdy Cromwell miał już pełnię władzy, parlament przegłosował w 1651 Akt Nawigacyjny, głoszący, że wszystkie artykuły przeznaczone do angielskich portów mają być przewożone przez angielskie statki. Był to wielki cios wymierzony handlowi morskiemu Holandii, gdyż w ten sposób Holendrzy zostali odcięci od wszystkich angielskich kolonii w Ameryce i gdzie indziej. Następnie Parlament wydał rozkaz zezwalający angielskim kaprom i okrętom konfiskować przewożone przez statki holenderskie towary, co nazwano odzyskiwaniem strat spowodowanych przez wszędobylskich Holendrów.
W końcu angielski parlament zaczął wymuszać swoje panowanie nad tzw. Brytyjskimi Morzami, co oznaczało dominację angielskiej marynarki wojennej od Morza Północnego po przylądek Finisterre. Słowa angielskiego parlamentu zostały przekształcone w czyny, gdy admirał George Ayscue uznał Barbados za część Wielkiej Brytanii i zagarnął 27 znajdujących się tam holenderskich statków handlowych.

### Wojna
Holenderska reakcja była podzielona: umiarkowane Stany Holenderskie (Staten van Holland en West-Friesland) próbowały negocjować z Anglią; gdy negocjacje zakończyły się niepowodzeniem Stany Generalne przegłosowały rezolucję potrajającą stan liczebny holenderskiej floty wojennej w celu ochrony holenderskich interesów na wszystkich morzach świata. Naczelne dowództwo floty powierzono admirałowi M. Trompowi, który zwyciężył szóstą i ostatnią hiszpańską armadę w bitwie pod Downs 31 października 1639. W tym samym roku Holandia podpisała traktat z Danią mający na celu zwalczanie angielskiego handlu morskiego. Wojna ostatecznie wybuchła po starciu admirałów Roberta Blake'a i Maartena Trompa w maju 1652 w bitwie pod Dover.
Po bitwie pod Plymouth, Elbą i Kentish Knock nastąpiła seria mniejszych potyczek. Obie floty spotkały się pierwszy raz w głównej bitwie pod Dungeness, w listopadzie 1652. Bitwa ta okazała się ciężką porażką Anglii, zmuszając Anglików do przemyślenia swojej morskiej strategii, doprowadzając Admiralicję do opracowania taktyki walk na morzu odpowiedniej dla aktualnych czasów. Biorąc przykład z Holendrów Anglicy zreorganizowali swoją flotę i dla większej taktycznej kontroli podzielili ją na eskadry. Taktyka tzw. linii bojowej stała się kluczowym angielskim sposobem rozgrywania walk na morzu aż do końca drugiej wojny światowej. Obie floty spotkały się ponownie koło wysepki Portland.

## Pierwszy dzień
Podczas pierwszych dni lutego 1653 Maarten Tromp (75 okrętów) eskortował konwój holenderskich statków handlowych przez kanał La Manche i dostarczył je bezpiecznie na Ocean Atlantycki. Wracając zakotwiczył w La Rochelle w celu dokonania napraw i odnowienia zapasów. Zgodnie z otrzymanymi rozkazami oczekiwał na powrót statków handlowych z Atlantyku. Dnia 20 lutego próbował konwojować 152 statki handlowe, ale musiał się cofnąć do portu z powodu silnych wiatrów i mocno wzburzonego morza. 24 lutego Tromp w końcu ruszył w morze, cztery dni później wkraczając w okolicę wysepki Portland, gdzie natknął się na flotę Blake'a (70 okrętów liniowych, większych i lepszych niż holenderskie) probującą odciąć mu drogę. Wódz holenderski podzielił swoją flotę na trzy eskadry - sam dowodził w centrum, a ariergarda i awangarda dowodzone były przez admirała Ruytera i admirała Everlsena. Admirał Robert Blake również podzielił swoją flotę na trzy eskadry - ariegrarda i awangarda dowodzone przez admirała Penna i admirała Monka. Eskadrą w centrum dowodził sam Blake.

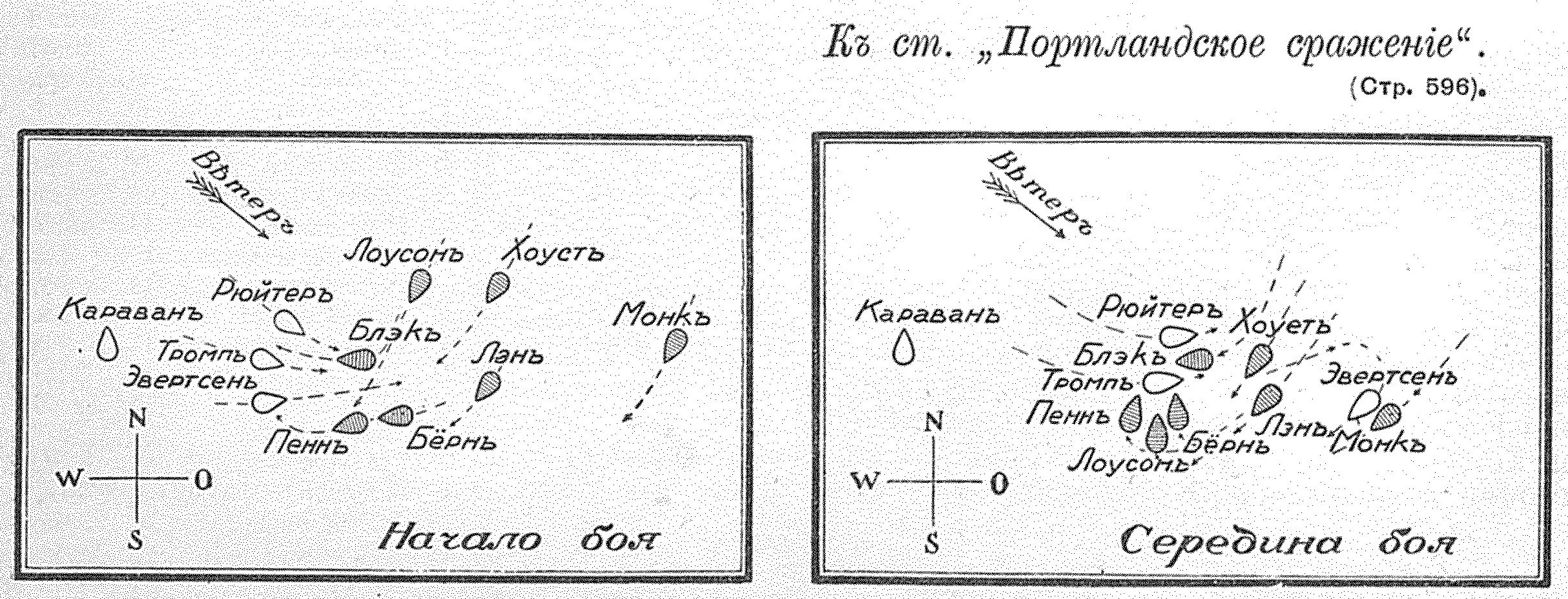
Bitwa morska pod Portland

Admirał Tromp wykorzystując sprzyjający wiatr dał sygnał do ogólnego natarcia na angielskie okręty. Okręt flagowy Trompa Brederode, natknął się na okręt flagowy Blake'a Triumph, z miejsca oddając salwę burtową z niewielkiego dystansu. Odwróciwszy się bez odpowiedzi angielskich kanonierów, oddał drugą salwę burtową, a po następnym obrocie poszła trzecia salwa. Blake następnie odpłynął i zdecydował się walczyć na długi dystans. Holenderski komodor De Ruyter mógł zaatakować ariergardę i uderzył na największy okręt floty angielskiej Prosperity, kończąc próbą abordażu, która z miejsca została odparta przez załogę angielskiego okrętu. Druga próba abordażu zmusiła jednak Prosperity do kapitulacji.
Blake znalazł się w ciężkiej sytuacji, jednak posiadając okręty o większej sile ognia zdołał się obronić i przejść do kontrnatarcia. Okręty stosując przestarzałą taktykę wymieszały się, a dowódcy praktycznie przestali dowodzić swoimi flotami. Wywiązała się zażarta walka, polegająca na wielu starciach pomiędzy pojedynczymi jednostkami i małymi eskadrami, w której zaczęli górować Anglicy. Widząc przewagę przeciwnika, admirał Tromp nakazał odwrót swoich okrętów.
Wkrótce po tym Blake wysłał eskadrę fregat w celu przechwycenia grupy holenderskich statków handlowych znajdujących się koło La Rochelle. Tromp natychmiast odpowiedział przez wysłanie swoich własnych okrętów w celu przechwycenia Anglików. Nadchodząca noc zakończyła zmagania.
Pierwszego dnia bitwy Anglicy stracili tylko jeden okręt, ale wiele zostało uszkodzonych. Osiągnęli zwycięstwo taktyczne, lecz nie osiągnęli najważniejszego celu – nie przechwycili i nie zniszczyli statków handlowych. Holendrzy stracili pięć okrętów, a więc taktycznie bitwę przegrali, jednak osiągnęli zamierzony rezultat doprowadzenia bezpiecznie konwoju do miejsca przeznaczenia. Po bitwie obaj dowódcy przypisywali sobie zwycięstwo i obaj doszli do wniosku, że taktyka "roju" jest przestarzała, a walkę na morzu trzeba prowadzić w zwięzłym szyku liniowym zwanym "torowym".

## Drugi dzień
Następnego dnia Anglicy pierwsi zaczęli, wykorzystując korzystny dla siebie wiatr. Jednak pięć prób złamania holenderskiej linii bojowej nie przyniosło skutku. Dzień jednak był dla Anglików pomyślny – fregaty Blake'a przechwyciły 12 holenderskich statków handlowych, które wbrew wyraźnym rozkazom Trompa usiłowały uciec. Po drugim dniu bitwy sytuacja Holendrów nie przedstawiała się różowo, gdyż większość z ich okrętów miało proch na wykończeniu i nigdzie nie było źródła, skąd można by ten zapas uzupełnić.

## Trzeci dzień
Trzeci dzień bitwy skończył się tak samo, czyli brakiem powodzenia w przełamaniu holenderskiej linii bojowej. Kilku holenderskich kapitanów próbowało uciec, gdy wykończyła im się amunicja, lecz Tromp przerwał ich ucieczkę kilkoma strzałami w poprzek ich okrętów. Bitwa zakończyła się jeszcze za dnia, gdyż Blake wycofał się. Najbardziej prawdopodobną przyczyną miała być rana, jaką Blake otrzymał tego dnia w udo. Czwartego dnia Anglicy próbowali wznowić bitwę, lecz okazało się, że na morzu nie ma holenderskich okrętów. Tromp poprowadził swą flotę wzdłuż wybrzeża, zostawiając 8 okrętów i 50 statków handlowych z tyłu. Nie mając już amunicji naraziłby się na pewną klęskę. Anglicy przejęli pozostawione handlowce, a strzegące ich 8 okrętów uszły do portów macierzystych.

## Po bitwie
Holendrzy stracili 8–12 okrętów oraz 40-50 statków handlowych, mimo to większość floty handlowej udało się Trompowi przemycić na Atlantyk. Anglicy stracili 1–3 okrętów.
Bitwa pod Portland przywróciła angielską dominację nad kanałem La Manche. Okazało się, że przyjęcie liniowej taktyki sprawiło, że Holendrzy nie mieli czym zrekompensować ognia potężniejszych okrętów angielskich. Ostatecznie skłoniło to Stany Generalne do podjęcia decyzji o budowie większych okrętów, które byłyby w stanie nawiązać walkę z wielkimi okrętami angielskimi. Rozpaczliwą próbą przetarcia drogi dla holenderskiej floty handlowej była bitwa w zatoce Gabbard, gdzie niedostatecznie wyekwipowana flota holenderska ponownie zmierzyła się z flotą angielską.